# Волдендорп
Волдендорп (нід. Woldendorp, нід. вимова: [ˈʋɔldə(n)ˌdɔr(ə)p]) — село в нідерландській провінції Гронінген. Входить до складу муніципалітету Емсделта.
Його площа становить 0,65км², а населення станом на 2021 рік складало 890 осіб.
Перша згадка про населений пункт датується 1399-им роком.

## Галерея

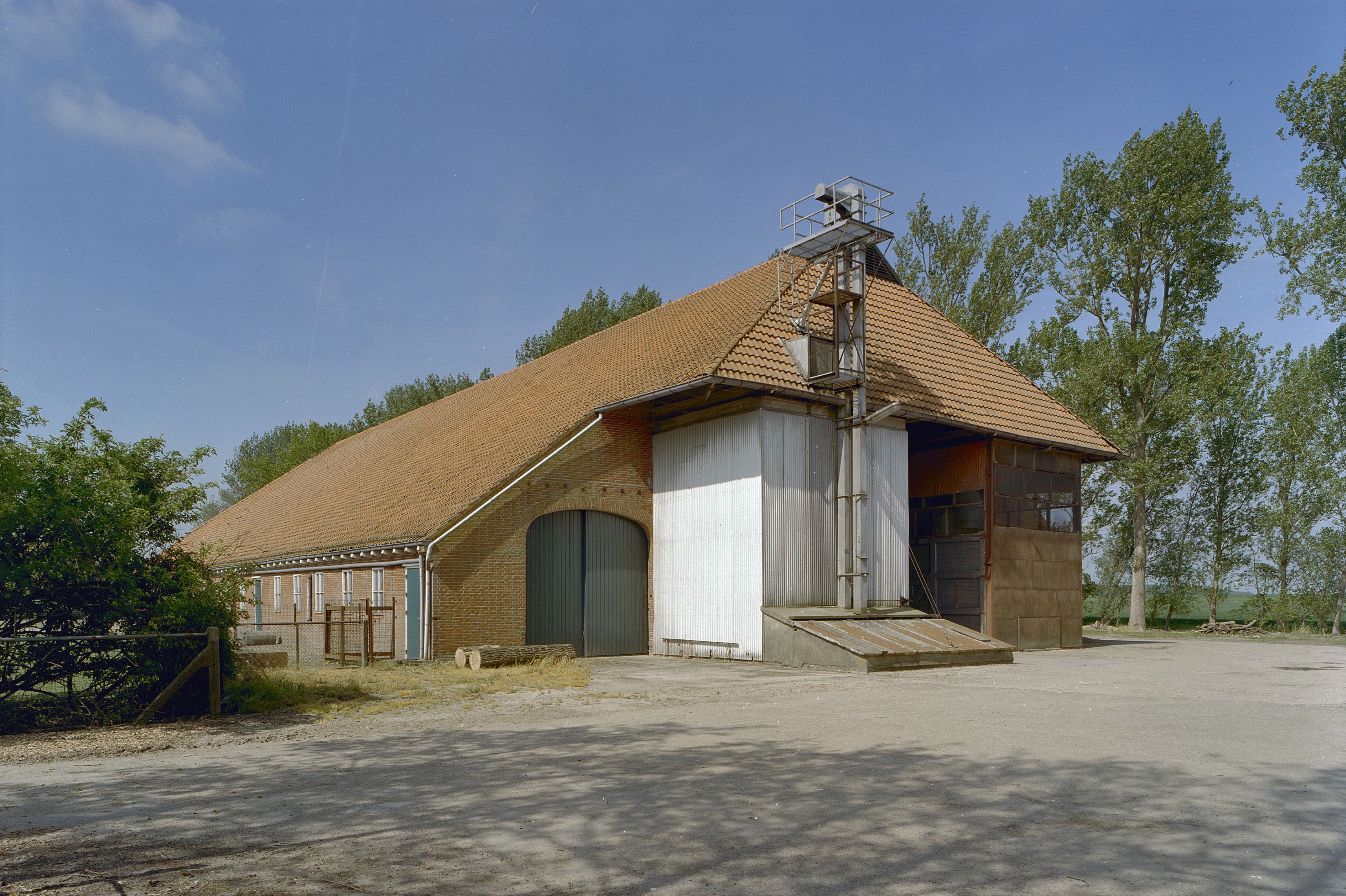
Ферма у Волдендорпі
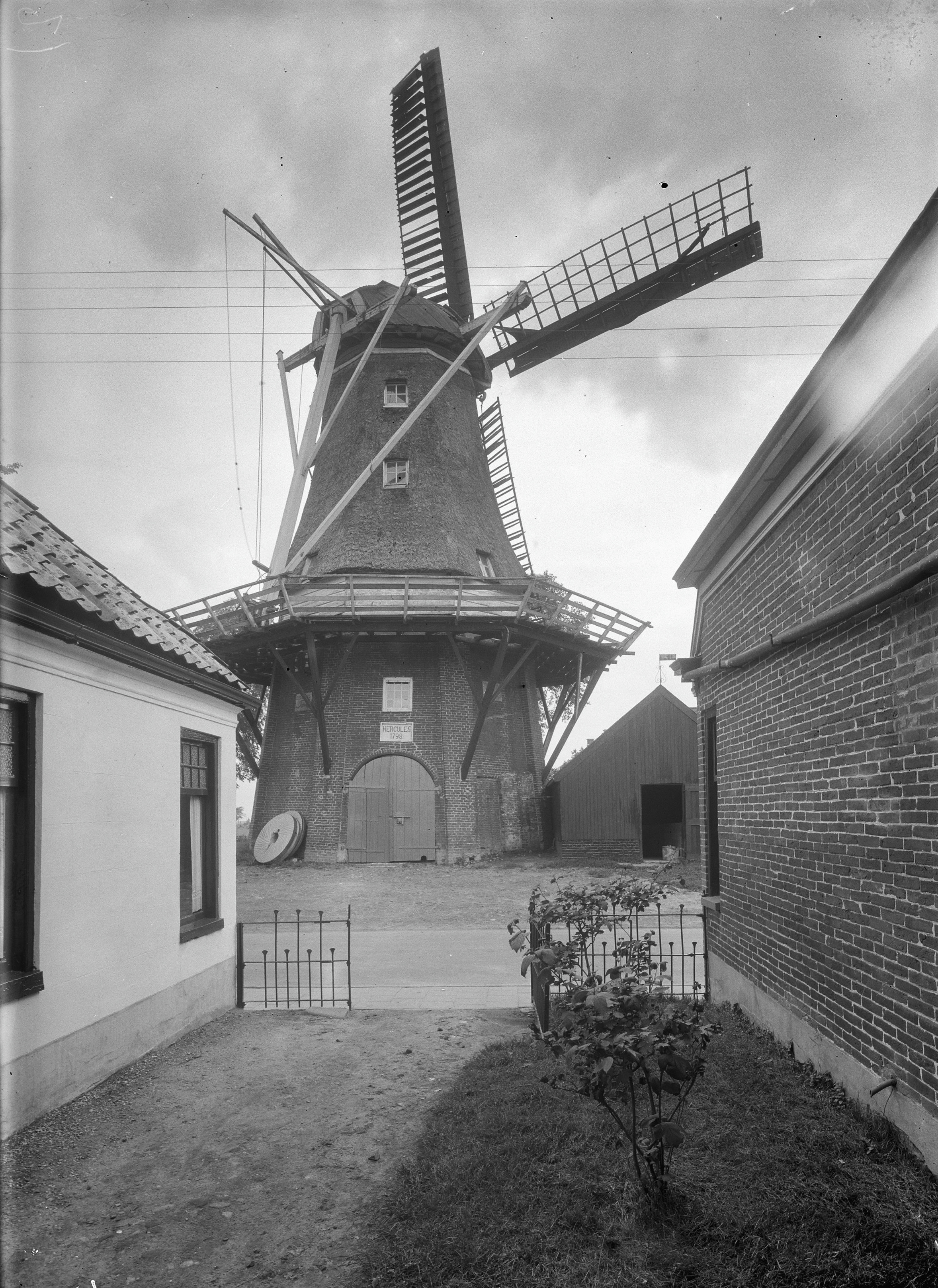
Вітряк «Геркулес»